# 1999 XW13
1999 XW13 är en asteroid i huvudbältet som upptäcktes den 5 december 1999 av LINEAR i Socorro County, New Mexico.
Den tillhör asteroidgruppen Eos.